# Židovský hřbitov v Golčově Jeníkově
Židovský hřbitov v Golčově Jeníkově je situován na západ od města Golčův Jeníkov u silnice mezi železničním přejezdem a odbočkou na Leštinu u Světlé. Doba jeho založení není přesně známa, podle tradice byl snad založen již někdy v první polovině 14. století. Mnohem pravděpodobnější však bude přelom 17. a 18. století. Jeníkovský židovský hřbitov je chráněn jako kulturní památka České republiky a patří k nejcennějším židovským hřbitovům v Čechách.
V areálu hřbitova, jehož plocha 7338 m2 je zaplněna asi ze dvou třetin, se dochovalo kolem 1500 náhrobních kamenů (macev), mezi nimi i tři rabínské tumby. Dochovala se zde i obřadní síň z let 1871–1872.
Zdejší židovská komunita přestala existovat v roce 1940. V Golčově Jeníkově se nachází také synagoga.